# Klasická řádová architektura

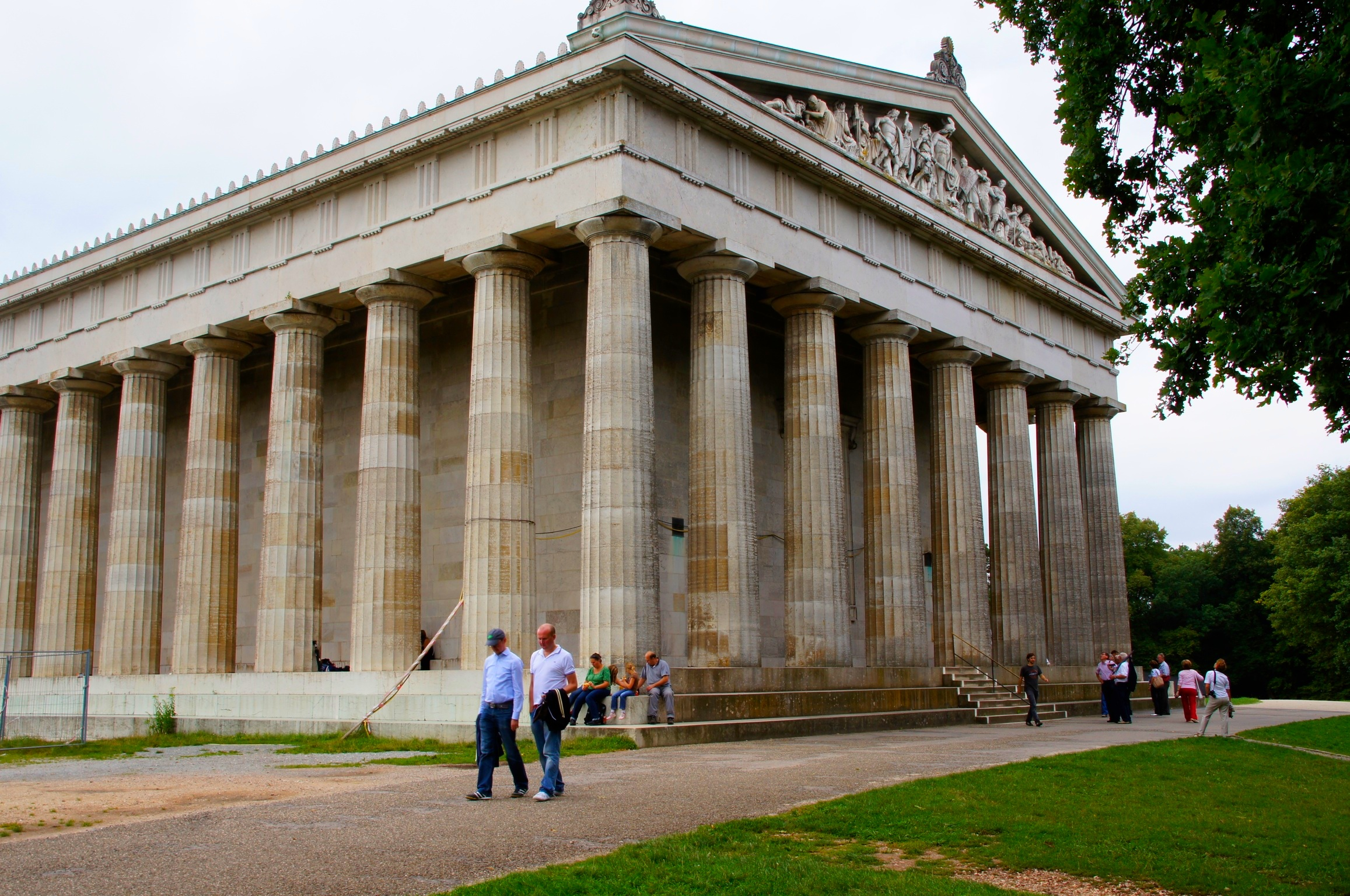
Antický chrám postavený podle dórského řádu

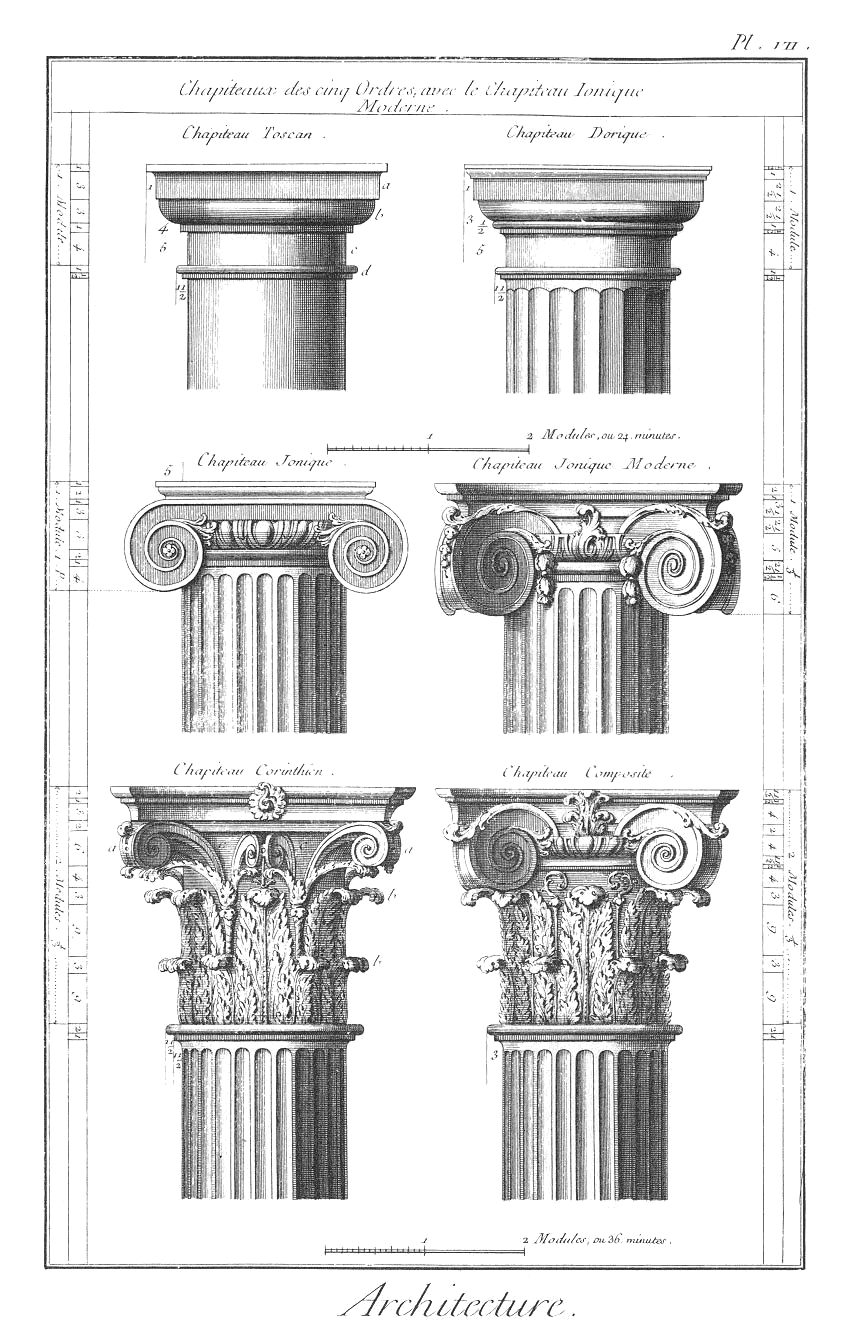
Hlavice klasických řádů: toskánská, dórská, ionská, moderní iónská, korintská a kompozitní

Klasická řádová architektura (nebo jen řádová architektura, též systém sloupových řádů) je termín používaný pro architektonický systém vycházející z klasické řecké antické architektury. Je charakterizován sloupy a kladím (překladem).

## Antické řády
Základem klasické řádové architektury je systém vertikálních nosných článků – sloupů či pilířů – a horizontálních nesených článků v podobě překladu neboli kladí. Proto se také tento systém často nazývá „systémem sloupových řádů“, neboť sloup je jakousi základní jednotkou celého systému. Určuje výšku a mohutnost stavby. Počet sloupů je v tomto systému základní jednotkou. Aby byla stavba dle antických představ „krásná“, musí jich být na průčelí vždy sudý počet, ideálně šest, osm nebo deset.

### Antické Řecko

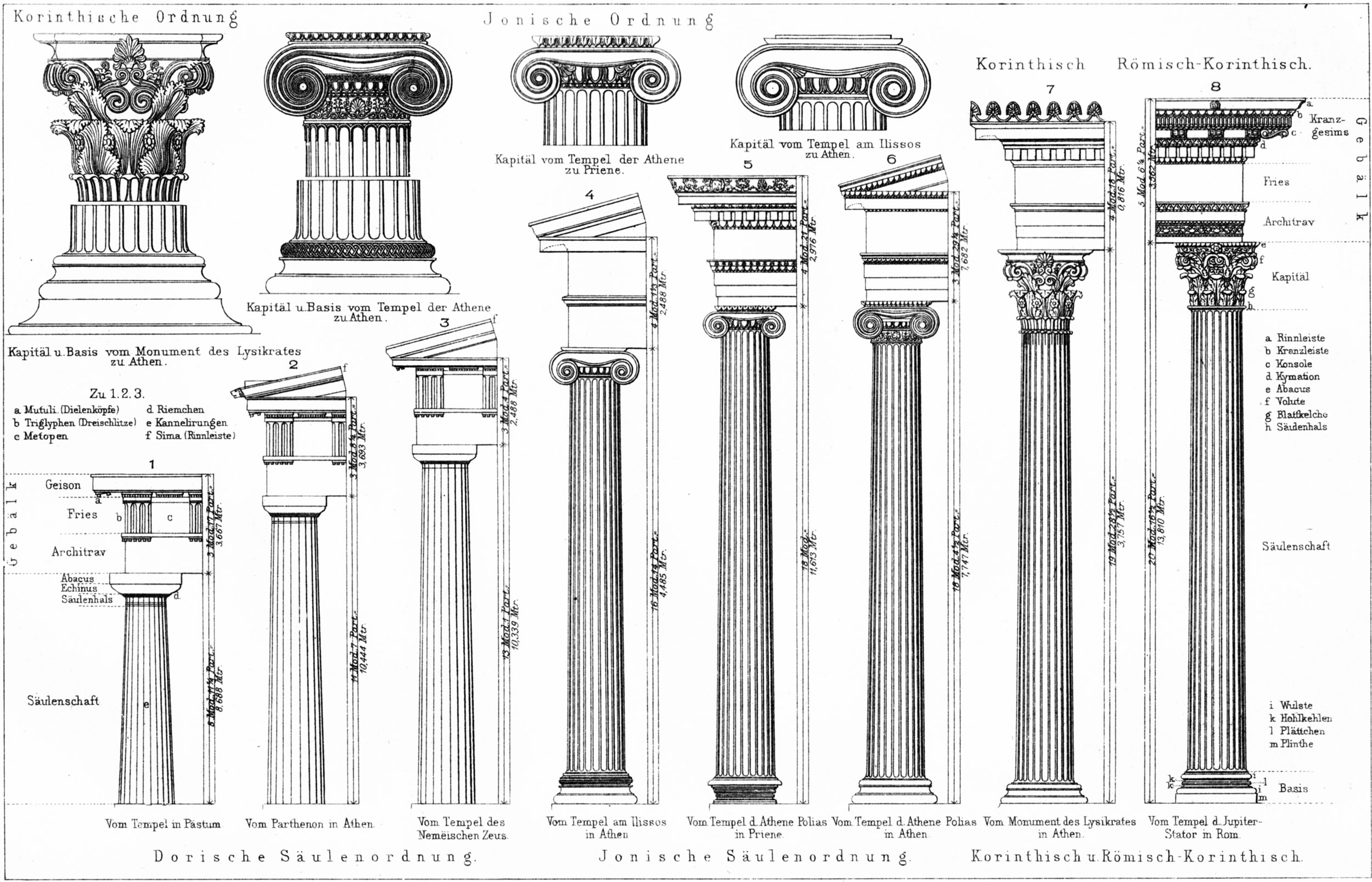
Vývoj tří klasických řeckých sloupových řádů.

V antickém Řecku obsahoval tento systém tři základní řády:
- Dórský řád je nejstarší a vznikl v podstatě opisem tehdejší dřevěné architektury do kamenného materiálu.
- Iónský řád do jisté míry vychází z dórského, ale je křehčí, štíhlejší a zdobnější. Vznikl a rozšířil se především v řeckých městech Malé Asie.
- Korintský řád je nejmladším řádem; jméno dostal po antickém Korintu. Podobá se iónskému, ale je zdobnější.

Tyto tři řády byly už v antice podle jejich charakteru přiřazovány charakteru božstev, kterým byla zasvěcena patřičná svatyně. Hřmotný a těžký dórský řád náleží mužům, válečníkům. Proto jsou v tomto stylu stavěny například chrámy boha Dia, ale také Palas Athény (Athénská akropole), bohyně války. Iónského řádu se používalo pro chrámy ženských božstev.

### Řádová superpozice
Už antice vznikla také tzv. řádová superpozice, tj. pokud jsou jednotlivé řády použity na jedné budově, např. na vícepodlažní arkádě, řadí se v přesném pořadí na sebe: (odspodu) dórský, iónský a korintský.

### Antický Řím
Už v antice (Řím) také začalo být toto tvarosloví používáno ne jako nosné konstrukce, ale jako architektonická dekorace nosných stěn, což je přístup běžný pak v renesanci, baroku i později. Římská architektura také do jisté míry pozměnila tvarosloví tří základních řeckých řádů.
Římská architektura obohatila antické řády o dva další, kterými jsou:
- Toskánský řád v podstatě vychází z etruské architektury a je tedy vlastně jakousi variací na řecké architektonické řády. Sloup má hladký dřík bez kanelování.

- Kompozitní řád vznikl kombinací jednotlivých prvků tří základních řeckých řádů.

Přesně definovaná a poměrně složitá pravila použití těchto prvků byla „kodifikována“ v knize římského architekta 1. stol. Vitruvia nazvané Deset knih o architektuře.

## Středověk
Po pádu římské říše došlo také k rozvratu pravidel o „správném“ způsobu stavění.
Stavitelé následujících epoch se však snažili na antický způsob dle svých možností navázat. Poprvé se tak stalo v době tzv. Karolinské renesance za Karla Velikého, později se o totéž pokusil kolem roku 1000 císař Ota III. v tzv. Otonské renesanci. V jedenáctém a dvanáctém století používal klasické řádové tvarosloví tzv. románský sloh.
Gotický sloh však přinesl zcela nový způsob stavění a také zcela odlišné architektonické tvarosloví. Antické a antikizující prvky se proto dostávají na řadu až v pozdním středověku v souvislosti se stále sílícími snahami o vědomý návrat k antickému dědictví.

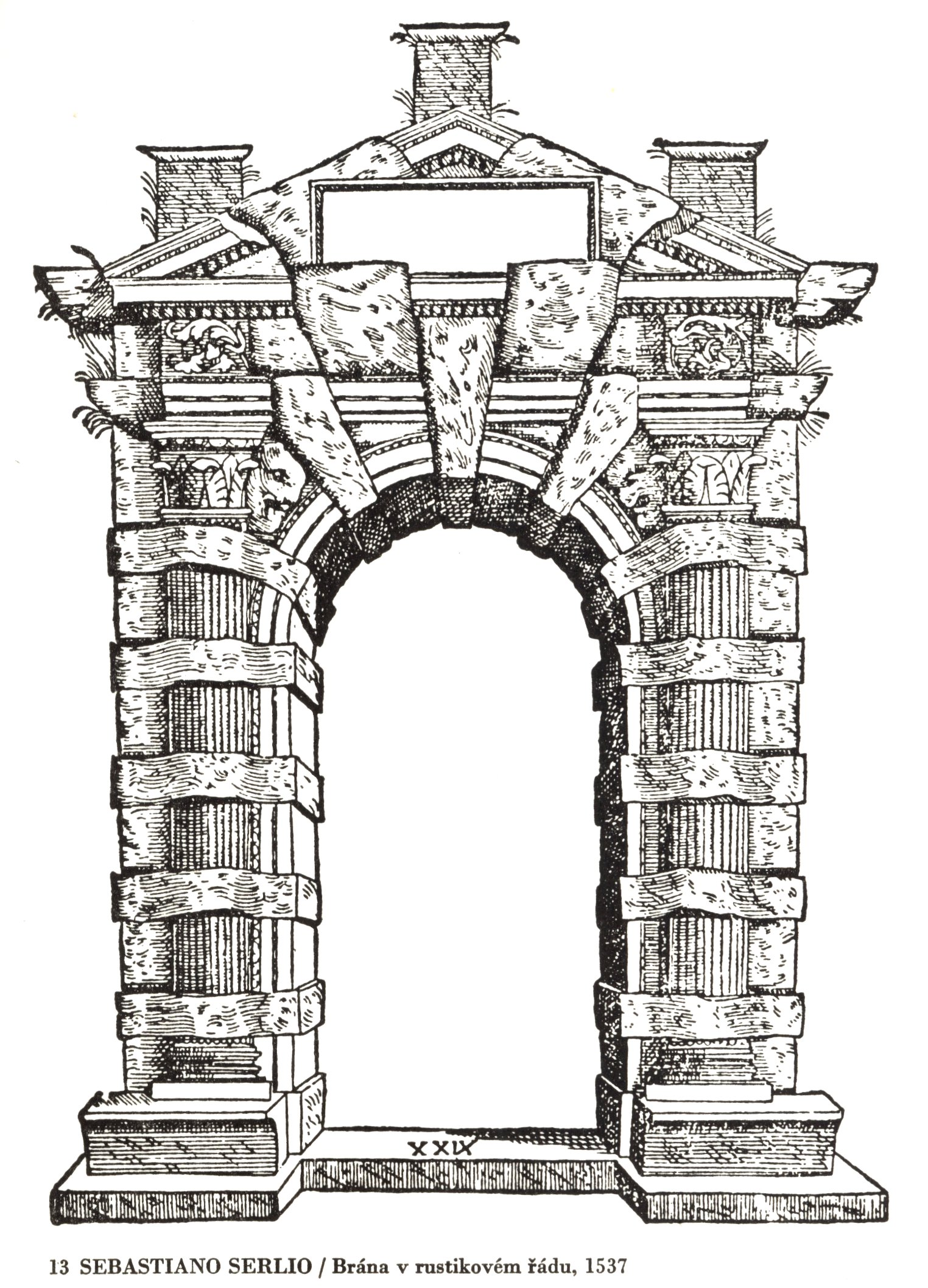
Sebastiano Serlio, brána v rustikovém řádu, 1537

## Renesance a baroko
Součástí humanistického návratu k antice v Itálii patnáctého století bylo i intenzivní studium antické architektury. Jako rozbuška proto zapůsobil objev a vydání tiskem Vitruviových Deseti knih o architektuře. Renesanční architekti používali Vitruvioných pravidel velmi důsledně a snažili se také vytvářet pravidla tam, kde Vitruvius pravidla nezanechal. Renesance je tak místem velmi čilé teoretické práce. V rychlém sledu za sebou vychází řada knih o architektuře (Palladio, Alberti, Vignola, Serlio), které se staly takřka povinnou výbavou každého architekta i vzdělaného šlechtice.
Nové prvky v architektuře využívající klasické řády:
- vysoký řád – sloupy (polosloupy, pilastry) procházejí přes dvě (i více) pater,

- pásová rustika (bosáž) – přes architektonické prvky včetně sloupů probíhají vystupující, hrubě opracované pásy nebo je efekt hrubě opracovaného kamene imitován omítkou.

Rustikový řád byl chápán jako řád „země“. V řádové superpozici byl kladen nejníže a byl v té době nesmírně oblíbený. Často byl používán nejen pro architektonické ztvárnění přízemí jednotlivých staveb, ale také pro různé grotty a další vybavení zahrad.
Barokní architekti, například Francesco Borromini nebo náš Jan Blažej Santini, používali řádovou architekturu velice nedogmaticky, ale přitom nikoli libovolně, nýbrž nesmírně rafinovaně a s přesně vypočteným záměrem. Borromini dokonce studoval pozdní antickou architekturu a nacházel v ní vynikající předlohy a inspirace pro své vlastní stavby. V podání těchto architektů je také jako klasický řád používáno i „ordine gotico“ neboli „gotický řád“, a to s plným vědomím důsledků, včetně zařazení tohoto gotického řádu do systému řádové superpozice.

## Od klasicismu po současnost

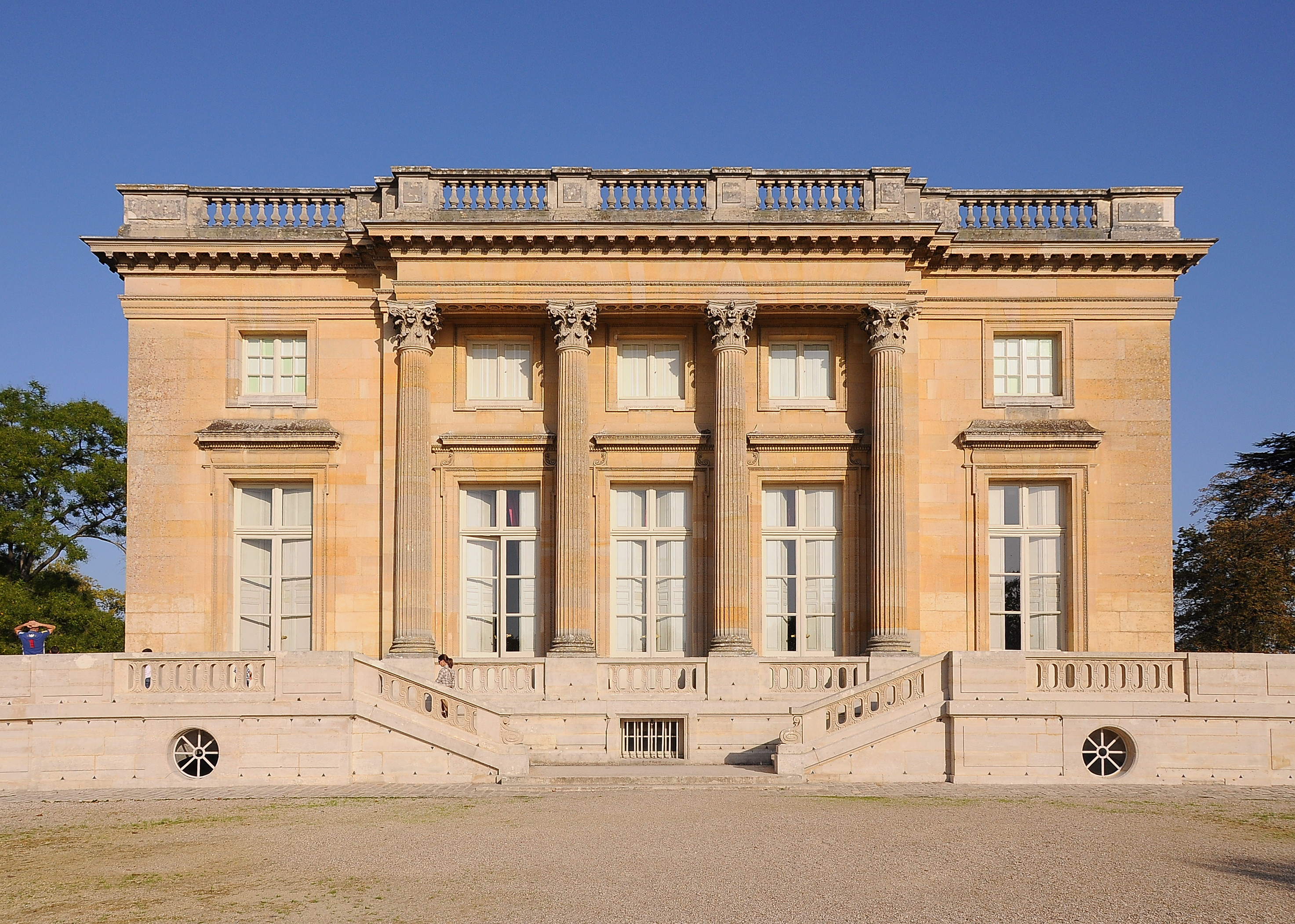
Ukázka použití prvků klasické řádové architektury v klasicismu, Malý Trianon ve Versailles

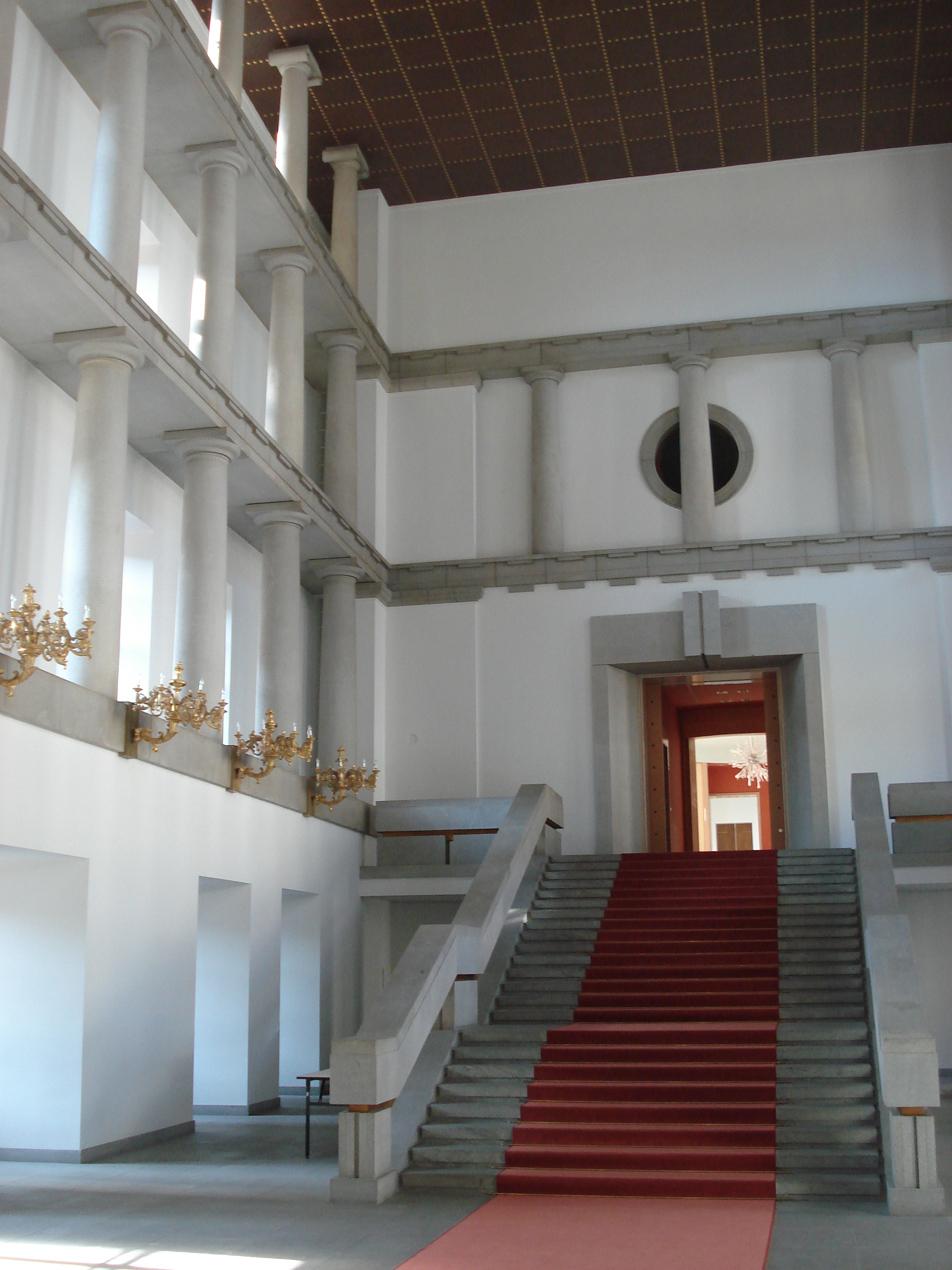
Sloupová síň Pražského hradu, J. Plečnik 1930

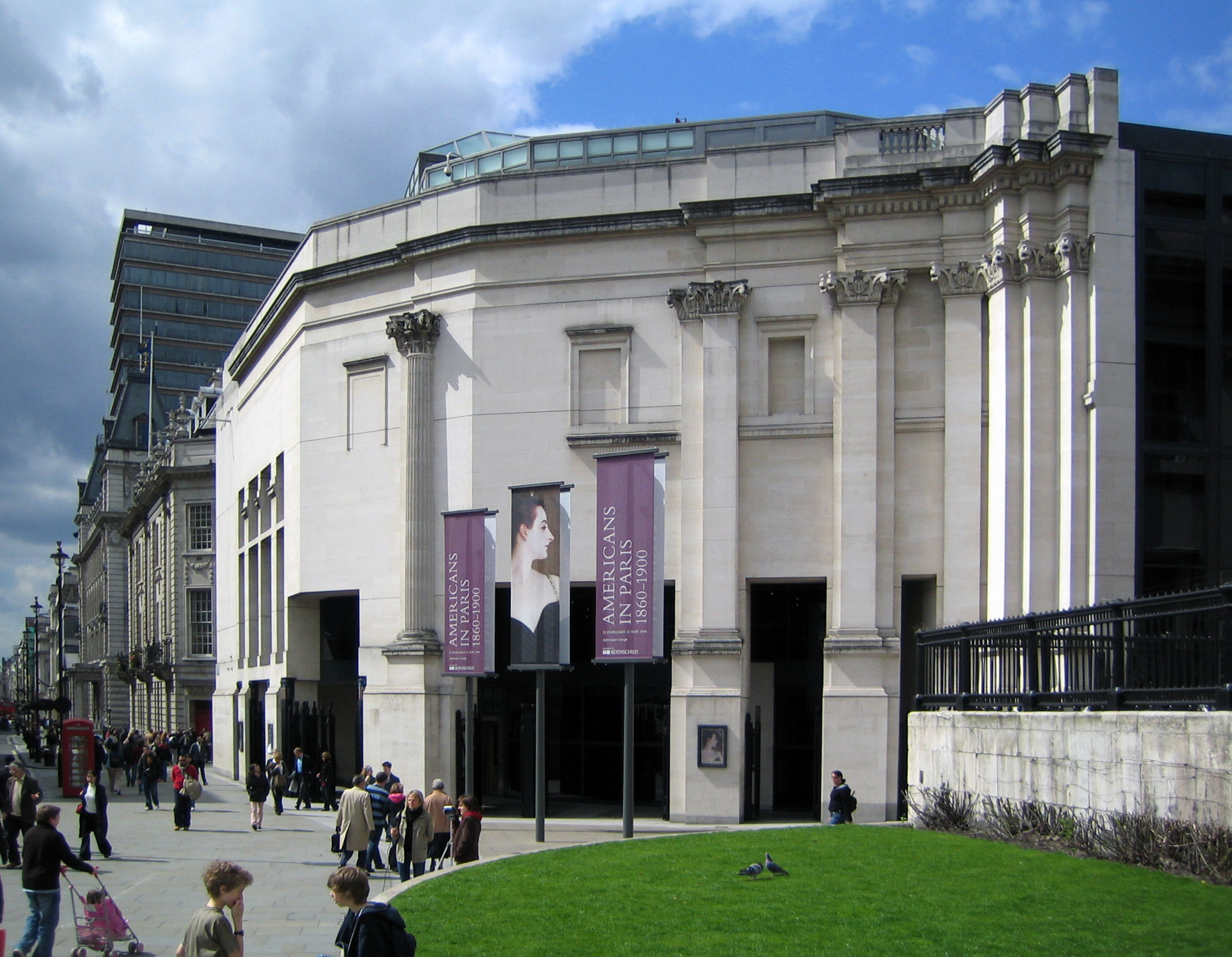
Národní galerie Londýn, Sainsburyho křídlo, vyprojektoval Robert Venturi roku 1991

Klasicismus přichází s naprostou negací barokní kultury a umění. Jako mnohokrát poté, snaží se i klasicismus o návrat ke kořenům, to jest k podobě, kterou měla architektura v antice, přesněji v klasickém Řecku. Klasicistní architektura proto nakládá s jednotlivými řády tak, jak s nimi bylo či mělo být nakládáno v antice. V podstatě proto odvrhla také mladší řády a užívala pouze tří řádů klasického Řecka.
Při stavbě veřejných reprezentativních budov se klasicismus uplatňoval až do poloviny 20. století, například v USA (National Gallery of Art ve Washingtonu); řádovou architekturu používala také nacistická architektura a socialistický realismus (sorela).
K sloupovým řádům se opět vrací období neoslohů a velmi tvůrčím způsobem i řada moderních architektů. Například Josip Plečnik na Pražském hradě nebo Josef Gočár ve svém domě U Černé Matky Boží v Praze používali řádové tvarosloví, byť velice originálně.
Velký pokles oblíbenosti řádové architektury znamenalo rozšíření funkcionalismu (od 30. let 20. století), který je s určitými odlišnostmi vůdčím slohem dodnes. Dnes už se proto podle klasických řádů téměř nestaví, avšak tento styl nebyl zcela zapomenut. Je zřejmě jediným historickým slohem, který není dnes považovaný za nevkusný (na rozdíl třeba od baroka). Do jisté míry došlo k použití prvků řádové architektury například v postmoderní architektuře žáků Louise Kahna.